# Цинцадзе, Котэ Максимович
Котэ Максимович Цинцадзе (1887 — 1930) — старый большевик, участник Левой оппозиции, председатель Чрезвычайной комиссии Терской советской республики.

## Биография
Родился в грузинской семье причетника. Член РСДРП(б) с 1904, являлся участником боевой организации. Вёл подпольную работу в Закавказье, участвовал в боевых операциях и экспроприациях. Неоднократно арестовывался и сбегал, заболел туберкулёзом.
С января по февраль 1919 председатель Терской областной ЧК. После чего становится членом Терского областного революционного комитета. В декабре 1920 возвращается на прежнюю должность, являясь председателем Терской областной ЧК до 1 марта 1921. После советизации Грузии в 1921 член ЦК КП(б) и ЦИК, председатель ЧК ССРГ с 6 апреля 1921 до ноября 1922 года.
В 1922 в числе других членов ЦК компартии ГССР выступил против Сталина и Орджоникидзе по вопросу об автономии Грузии. С 1923 принадлежал к Левой оппозиции в РКП(б). В 1927 исключён из ВКП(б), арестован и в 1928 осуждён к ссылке. Публиковался в «Бюллетене оппозиции». По одним данным умер от туберкулёза в ссылке 24 ноября или 8 декабря 1930, по другим в мае 1933 в тюрьме ОГПУ по той же причине.